# Objective-C
Objective-C és un llenguatge de programació amb orientació a objectes derivat del llenguatge C que incorpora característiques del llenguatge Smalltalk.

## GNUStep
Vegeu ref.
És un marc de desenvolupament multi-plataforma que parteix d'un subconjunt de l'API OpenStep/Cocoa dels sistemes Mac OS de l'Apple, sota els auspicis del grup GNU, que permet desenvolupar en Objective-C per als Mac en entorn Unix o Windows.

## Relacionat
- Traductor de codi Java a Objective-C.[2]